# Fédération norvégienne d'athlétisme
La Fédération norvégienne d'athlétisme (en bokmål Norges Fri-idrettsforbund NFIF, simplifié en Norsk Fri-idrett) est la fédération d'athlétisme de la Norvège, affiliée à l'Association européenne d'athlétisme et à l'IAAF. Créée le 1er mai 1896, pendant l'Union entre la Suède et la Norvège, son siège est à Oslo.